# Tournee
Eine Tournee (abgeleitet vom französischen Tournée, das um 1700 auch eine musikalische Form bezeichnete; englische, auch im Französischen in geographischen und sportlichen Kontexten gebräuchliche Kurzform: Tour) ist eine Serie von Auftritten eines oder mehrerer Künstler an verschiedenen Orten, also etwa die Gastspiele eines Theater-Ensembles außerhalb seiner angestammten Wirkungsstätte, eine Gastspielreise eines Tourneetheaters oder eine Konzertreise mit mehreren Auftritten eines Musikers oder einer Musikgruppe. Ebenso können Vortragende aller Art, Comedians, Sprecher, Politiker (im Wahlkampf) auf Tournee gehen.
Der Ausdruck hat sich außerdem für sportliche Ereignisse eingebürgert, die an verschiedenen Orten – mit in der Regel gleich bleibenden Teilnehmern – stattfinden, zum Beispiel die Vierschanzentournee.

## Organisation
Die Organisation einer Tournee ist komplex und aufwändig. Zwischen dem Vortragenden und dem örtlichen Durchführer am Veranstaltungsort steht üblicherweise ein Tourneemanagement, das die Tournee organisiert und vertraglich aushandelt. Die auszuhandelnden Punkte umfassen beispielsweise: Veranstaltungsbeginn/-ende, Sicherheit, Übernachtungen, Transport, Ticket-Vorverkauf, örtlicher Personalbedarf, technischer Bedarf, Verpflegung, gesicherte Parkplätze, Gebühren, örtliche/überregionale Werbung usw.